# Кожмудор
 Кожмудор  — село в Усть-Вымском районе Республики Коми, административный центр сельского поселения  Кожмудор. 

## География
Расположено на левобережье реки Вычегда на расстоянии примерно 15 км по прямой на восток-юго-восток от районного центра села Айкино.

## История
Впервые упомянуто в 1719 году как деревня с 13 дворами. В 1782 году здесь располагались 3 деревни: Большой Кожмудор (30 дворов и 146 жителей), Средний Кожмудор (19 и 56) и Малый Кожмудор (14 и 81). В 1896 году в селе построили Николаевскую церковь. В советское время работали колхозы «11 лет Октября»,  «Сталинец»  и им. Сталина, совхозы «Усть-Вымский» и «Коквицкий».

## Население
Постоянное население  составляло 312 человек (коми 86%) в 2002 году, 267 в 2010 .